# Albert Simonin
Ne doit pas être confondu avec Albert Simon.
Pour les articles homonymes, voir Simonin.
Albert Simonin, né le 18 avril 1905 à Paris et mort le 15 février 1980 dans la même ville, est un écrivain et scénariste français, auteur de romans policiers illustrant l'usage de l'argot dans le milieu. Il est considéré comme le père fondateur du « roman de truands à la française ». Sa trilogie à succès consacrée à un truand vieillissant, Max le Menteur, a été intégralement adaptée à l'écran avec sa participation en tant que scénariste : Touchez pas au grisbi, Le cave se rebiffe et Grisbi or not Grisbi devenu Les Tontons flingueurs.
Auteur d'un dictionnaire d'argot publié en 1957, Albert Simonin reproduit dans ses romans le parler des voyous avec un grand souci d’exactitude et de précision. Si ce style est sujet aux effets de mode ainsi qu'à l'obsolescence intrinsèque du langage de la rue, Simonin en a légitimé l'emploi en littérature, ouvrant ainsi la voie à Frédéric Dard ou Jean Vautrin.

## Biographie
Né à Paris d'un père fleuriste, Albert Simonin quitte l’école communale pour devenir, à 12 ans, calicot, puis successivement électricien, fumiste et négociant en perles. Ses parents meurent alors qu'il est âgé de 15 ans. Journaliste à L'Intransigeant, il est responsable de la rubrique sportive. Il travaille aussi comme chauffeur de taxi, et il tire de cette expérience un reportage romancé, Voilà Taxi. Revenu au journalisme, il tient à L’Intransigeant une chronique quotidienne, le Billet de l’Homme de la Rue et donne à Voilà et à Détective une série de reportages sur la vie secrète de Paris.

### Journaliste collaborateur sous l'Occupation
En 1940, Henri Philippon le fait entrer au journal pétainiste La France au travail, où il est rédacteur sous la direction d'Henri Coston. En 1941, les hommes de Pierre Laval redéfinissent la ligne éditoriale dans un sens favorable à la collaboration. Dès lors, Simonin est affecté à des tâches techniques de mise en page au Centre d'Action et de Documentation, officine de propagande antisémite et antimaçonnique financée par l'occupant. Il y assiste Henri Coston dans la publication d'une brochure au tirage confidentiel, Le Bourrage de crâne : Comment la presse trompait l’opinion. Les auteurs y dénoncent une presse de l'entre-deux-guerres qui, sous l'influence internationale de « mystérieux philanthropes », aurait fait croire à l'invincibilité de la France en exaltant la victoire de 1918, et aurait ainsi contribué à la défaite en s'opposant systématiquement à l'Allemagne nazie : « Les juifs ont été par une sage mesure éliminés de la presse, les maçons devraient l'être en principe », etc. À la Libération, Albert Simonin est condamné à une peine de cinq années de réclusion, qu'il purge jusqu'en 1950. Il est alors libéré par un décret d'amnistie.

### Auteur de polars
C'est en 1953 qu'il publie Touchez pas au grisbi !. Ce premier ouvrage lui apporte immédiatement la célébrité, lui valant notamment le prix des Deux Magots. Il s'agit du premier volet d'une trilogie nostalgique consacrée à un truand vieillissant, Max le Menteur, qui sera porté au cinéma par Jacques Becker l'année suivante. Cette adaptation cinématographique est proche du roman dont elle est tirée, tandis que celles que feront Gilles Grangier du Cave se rebiffe en 1961 et Georges Lautner de Grisbi or not grisbi en 1963 sous le titre Les Tontons flingueurs sont plus éloignées. On retrouve toutefois dans ces deux derniers films la trame principale des histoires narrées par Albert Simonin et la truculence de la langue argotique sous la plume du dialoguiste Michel Audiard, qui utilise son style très personnel pour transformer ces deux romans noirs en comédies truffées de répliques qui deviendront célèbres. Albert Simonin sera impliqué dans ces trois films en tant que co-scénariste.
En 1960, avec Du mouron pour les petits oiseaux, Simonin fait son entrée dans la prestigieuse « Collection Blanche » des éditions Gallimard. Entre 1968 et 1971, il revient au polar avec sa seconde trilogie (Le Hotu, Le Hotu s'affranchit, Hotu soit qui mal y pense), qu'il situe dans les années 1920 afin de se démarquer de la production du moment. Dans L'Élégant, son dernier roman, publié en 1973, le héros, après vingt ans passés en prison, redécouvre avec tristesse un Paris qu'il ne reconnaît plus. Simonin se consacre ensuite à l'écriture d'une autobiographie, Confessions d'un enfant de la Chapelle (1977), où il décrit son quartier miséreux du début de siècle, les mœurs « prolo », les « fortifs », les petits trafics, ses premières amours, et son entrée dans le monde du travail.

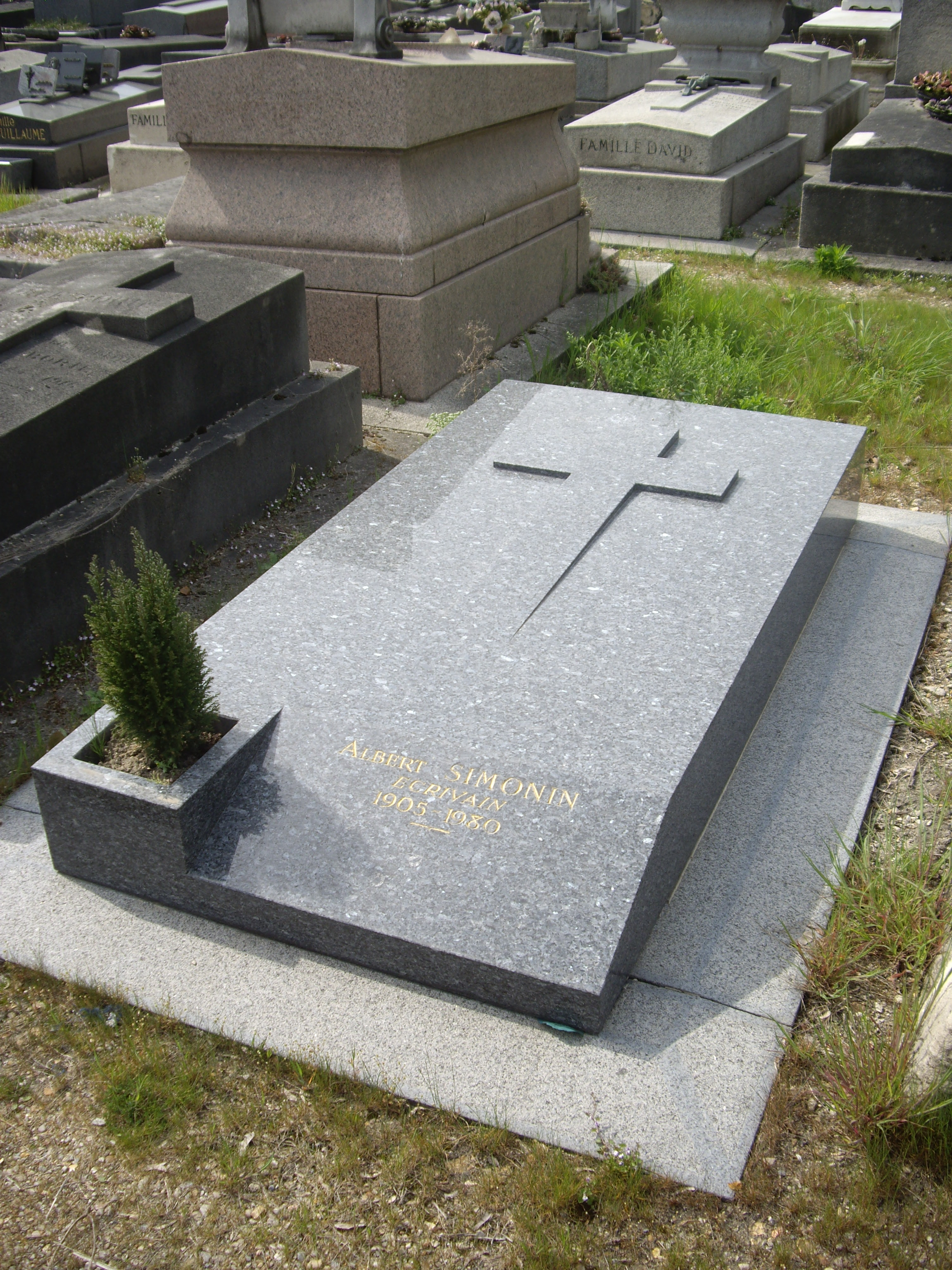
Tombe d'Albert Simonin.

On doit aussi à Simonin Le Petit Simonin illustré, dictionnaire d'usage, un dictionnaire de l'argot publié en 1957, préfacé par Jean Cocteau et illustré par Paul Grimault, ouvrage réédité en 1968 sous le titre Le Petit Simonin illustré par l'exemple.
Albert Simonin meurt en février 1980 ; il repose au cimetière de Montrouge. Sa seconde épouse Marie-Hélène Bourquin est décédée en 2016.

## Publications

### Romans
- Trilogie de Max le Menteur
  - Touchez pas au grisbi !, préface de Pierre Mac Orlan, prix des Deux-Magots, 1953 ; adapté au cinéma par Jacques Becker en 1954 (voir Touchez pas au grisbi)
  - Le cave se rebiffe, 1954 ; porté à l'écran par Gilles Grangier en 1961 sous le même titre
  - Grisbi or not grisbi, 1955 ; porté à l'écran par Georges Lautner en 1963 sous le titre Les Tontons flingueurs
- Une balle dans le canon, 1958

Deux anciens baroudeurs de la Guerre d'Indochine ont volé/emprunté l'argent d'un redoutable gangster (le Maltais) et ont acheté un cabaret à Pigalle avec. Un autre patron de cabaret ("pépère") se présente à eux et leur fait croire qu'il est prêt à payer une partie de leur dette et à trouver une combine malhonnête pour récupérer une autre partie de l'argent. Au cours de cette arnaque, Pépère convainc un des caves d'utiliser un pistolet dont on a retiré le chargeur, mais l'escroc a oublié qu'il restait une cartouche dans la chambre...
Porté à l'écran par Michel Deville et Charles Gérard en 1958 sous le même titre
- Du mouron pour les petits oiseaux, 1960

Porté à l'écran par Marcel Carné en 1962 sous le titre éponyme
- Trilogie du Hotu
  - Le Hotu, chronique de la vie d'un demi-sel, première époque, 1968
  - Le Hotu s'affranchit, chronique de la vie d'un demi-sel, deuxième époque, 1969
  - Hotu soit qui mal y pense, chronique de la vie d'un demi-sel, troisième et dernière époque, 1971, prix Mystère de la critique 1972
- L'Élégant, 1973

### Souvenirs et autobiographie
- Albert Simonin, Confessions d'un enfant de la Chapelle, Paris, Gallimard, nrf, 3 novembre 1977, 271 p. (ISBN 2070297578). Prix Saint-Simon 1979.

### Essais
- Voilà Taxi, en collaboration avec Jean Bazin, 1935
- Le Bourrage de crâne, en collaboration avec Henri Coston, v. 1942
- Le Petit Simonin illustré, dictionnaire d'usage, illustrations de Paul Grimault, 1957 ; réédité en 1968 sans les illustrations sous le titre le Petit Simonin illustré par l'exemple
- Lettre ouverte aux voyous, Albin Michel, 1966
- Le savoir vivre chez les truands, Hachette, 1967

## Filmographie
Également homme de cinéma, scénariste, dialoguiste, dans la bande à Audiard, Gabin, Lautner, Belmondo, Auguste Le Breton, Frédéric Dard.

### Scénariste

#### Cinéma
- 1953 : Touchez pas au grisbi de Jacques Becker
- 1955 : Interdit de séjour de Maurice de Canonge
- 1956 : Courte Tête de Norbert Carbonnaux
- 1957 : Le Feu aux poudres d'Henri Decoin
- 1957 : Les Aventures d'Arsène Lupin de Jacques Becker
- 1958 : Incognito de Patrice Dally
- 1958 : Une balle dans le canon de Michel Deville et Charles Gérard
- 1959 : Des femmes disparaissent de Édouard Molinaro
- 1961 : Le cave se rebiffe de Gilles Grangier
- 1962 : Le Gentleman d'Epsom de Gilles Grangier
- 1963 : Mélodie en sous-sol de Henri Verneuil
- 1963 : Les Tontons flingueurs de Georges Lautner
- 1963 : Du grabuge chez les veuves de Jacques Poitrenaud (dialogues)
- 1964 : Une souris chez les hommes (ou Un Drôle de caïd) de Jacques Poitrenaud
- 1964 : La Chasse à l'homme d’Édouard Molinaro
- 1964 : Les Barbouzes de Georges Lautner
- 1965 : Quand passent les faisans d'Édouard Molinaro
- 1965 : La Métamorphose des cloportes de Pierre Granier-Deferre scénario coécrit avec Michel Audiard d'après le roman d'Alphonse Boudard
- 1965 : Les Bons Vivants (ou Un Grand Seigneur) de Gilles Grangier et Georges Lautner
- 1966 : Tendre Voyou de Jean Becker
- 1967 : Bang-Bang de Serge Piollet
- 1968 : Le Pacha de Georges Lautner
- 1970 : De la part des copains (Cold Sweat) de Terence Young
- 1972 : Un cave de Gilles Grangier

#### Télévision
- 1961 : Le Théâtre de la jeunesse : Cosette d'Alain Boudet
- 1967 : Max le débonnaire de Gilles Grangier, Yves Allégret et Jacques Deray
- 1971-1974 : Arsène Lupin
- 1972 : Les Évasions célèbres, épisode L'enquête de l'inspecteur Lamb
- 1973 : Le Double Assassinat de la rue Morgue de Jacques Nahum

### Acteur

#### Cinéma
- 1957 : Le Feu aux poudres d'Henri Decoin : Monsieur Albert
- 1960 : Candide ou l'optimisme du XXe siècle de Norbert Carbonnaux : le major Simpson

#### Télévision
- 1978 : Madame le juge, épisode Le Dossier Françoise Muller d’Édouard Molinaro : lui-même

## Chanson
En 1958, il écrit les paroles de la chanson Tatave pour Édith Piaf.

## Prix
- Prix Mystère de la critique 1972 pour Hotu soit qui mal y pense[10]